# Grote Kerk (Leer)
De Grote Kerk (Duits: Große Kirche) is een hervormde kerk in de Duitse stad Leer en het grootste kerkgebouw in de omgeving. Het gebouw is de hoofdkerk van de Evangelisch-Hervormde Kerk (Landskerk). Samen met het raadhuis vormt de kerk naast een godshuis een toeristische attractie van de stad.

## de voorganger
De oorsprong van de kerk ligt in een rond het jaar 1200 aan de heilige Liudger gewijde kerk op een plek dat tegenwoordig aan de westelijke rand van Leer ligt. Deze proosdijkerk viel in de middeleeuwen onder het Bisdom Münster, maar in de reformatie koos de gemeente voor de gereformeerde leer. De Liudgerkerk werd vanaf het jaar 1650 steeds bouwvalliger en er waren steeds vaker renovaties nodig. Bovendien verschoof de vlecke Leer zich oostwaarts in de richting van de haven, waardoor de kerk steeds meer aan de periferie kwam te liggen. Tijdens een orkaan in 1777 moesten predikant en gelovigen een dienst afbreken en zich uit de voeten maken wegens dreigend instortingsgevaar. Weliswaar werd de kerk later nog gebruikt, maar steeds meer gemeenteleden bleven weg.

## de huidige kerk
Na conflicten over de geschikte nieuwbouw op een centrale plaats in Leer stemde de kerkenraad op 1 juni 1785 ten slotte in met de nieuwbouw. Op 16 september 1785 vond de eerstesteenlegging plaats en op 15 juli 1787 werd de kerk voor het eerst in gebruik genomen. Nog voor de voltooiing van de nieuwe kerk werd besloten tot de afbraak van de oude Liudgerkerk. Om de rust van de doden te bewaren werd de crypte van de kerk gespaard en het gebouw niet verder dan het maaiveld gesloopt. De crypte werd verzegeld en bestaat tot de dag van vandaag. In 1805 kreeg de kerk de kerktoren. Ook de stadsarchitect van Kampen, Abraham Martinus Sorg, maakte daarvoor een ontwerp, dat echter niet werd uitgevoerd.

## Bouwbeschrijving

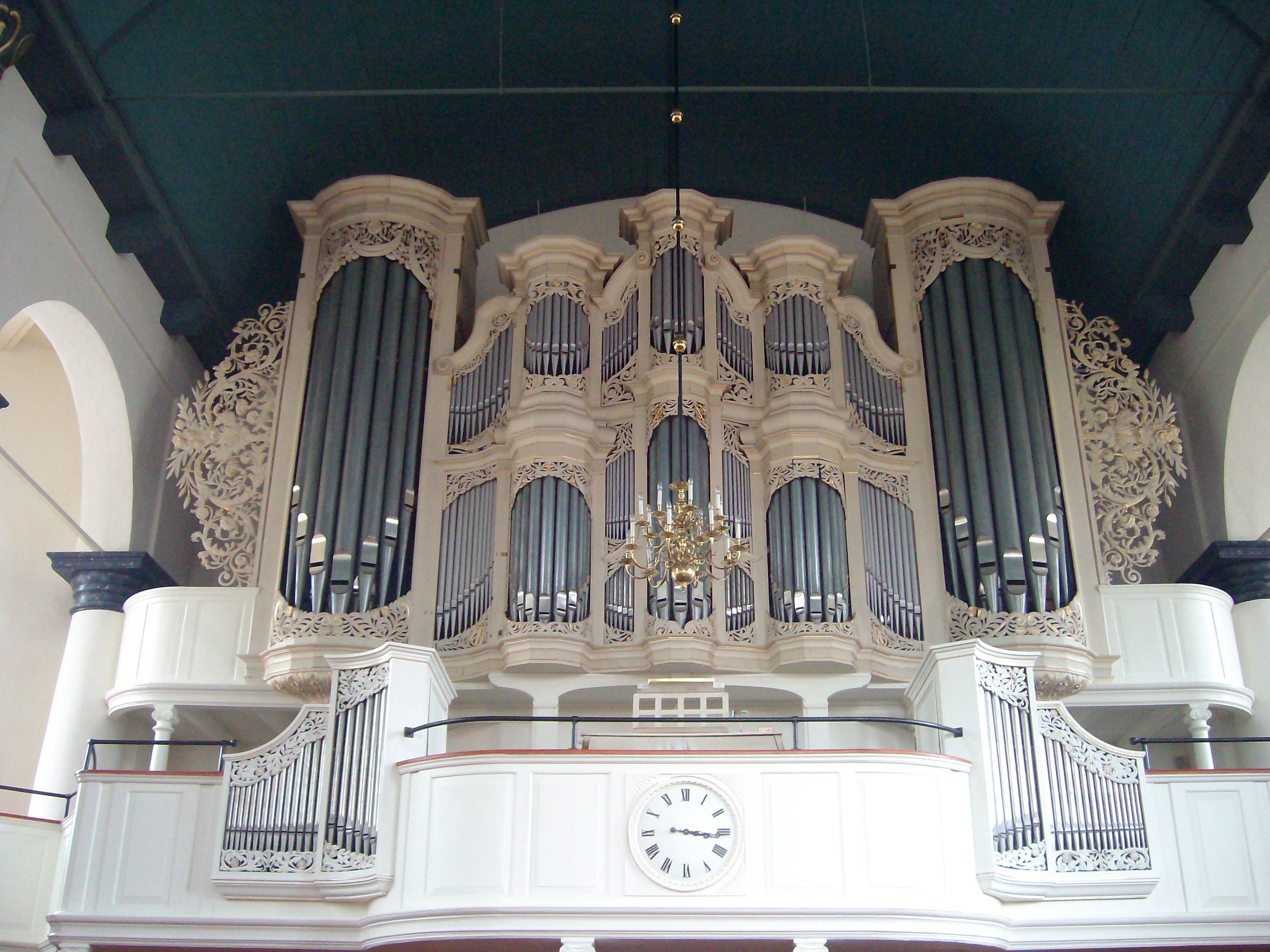
Het monumentale orgel van de Grote Kerk

De architect Isaak Wortmann ontwierp een representatief kerkgebouw in de barokke stijl. De achthoekige plattegrond in de vorm van de dubbel grieks kruis maakte het gebouw uitermate geschikt voor de gereformeerde confessie, waarbij het Woord van God het middelpunt van de dienst hoort te vormen. Voorbeelden voor deze protestantse centraalbouw waren de Nieuwe Kerk in Emden en de Noorderkerk in Amsterdam.
Het dak van de kerk wordt door vier vrijstaande zuilen gedragen. De ruimten tussen de vier kruisarmen werd steeds door een aanbouw opgevuld. Hierdoor is het binnen de kerk mogelijk om zich door open rondbogen van de ene galerij naar de andere galerij te verplaatsen. De tussenruimten hebben telkens één groot rondbogig venster, terwijl de kruisarmen allemaal twee grote rondbogige vensters hebben, waarboven zich een runderoog bevindt. Oorspronkelijk had de kerk vier toegangsdeuren, maar de zuidwestelijke en de zuidoostelijke werden later dichtgemetseld. De klokkentoren bestaat uit een vierkante onderbouw waarop zich twee achthoekige verdiepingen bevinden om te eindigen in een open lantaarn. De windvaan in de vorm van een zeilschip, het zogenaamde Schepken Christi.

## Interieur
Geheel in de traditie van de calvinistische leer bleef de inrichting van de kerk uiterst sober. Een kruis en altaar ontbreken in het gebouw. Het oudste voorwerp is het romaanse doopvont uit ± 1200, dat waarschijnlijk uit de oude Liudgerkerk stamt. Ook de kansel en het orgel zijn wezenlijk ouder dan het kerkgebouw. De kuip van de renaissance-kansel uit het jaar 1609 werd gemaakt door Andreas Kistemaker. De trapopgang en het grote klankbord werden toegevoegd toen de bouw van de kerk voltooid werd. De avondmaalstafel met rococo-ornamenten en de vier kroonluchters dateren eveneens uit het jaar 1787. De galerijen lopen langs het gehele interieur. Het monumentale orgel van de kerk werd in de loop van vierhonderd jaar steeds vergroot, waarbij de oudste pijpen 16e-eeuws zijn. Het orgel met een zeer fraaie orgelkas is oorspronkelijk afkomstig uit het klooster Thedinga en werd in 1609 door Graaf Enno aan de gereformeerde kerkgemeente geschonken. Het instrument werd in de loop der tijd herhaaldelijk vergroot. Tegenwoordig beschikt het orgel over 37 registers verdeeld over drie manualen en pedaal.

## Afbeeldingen

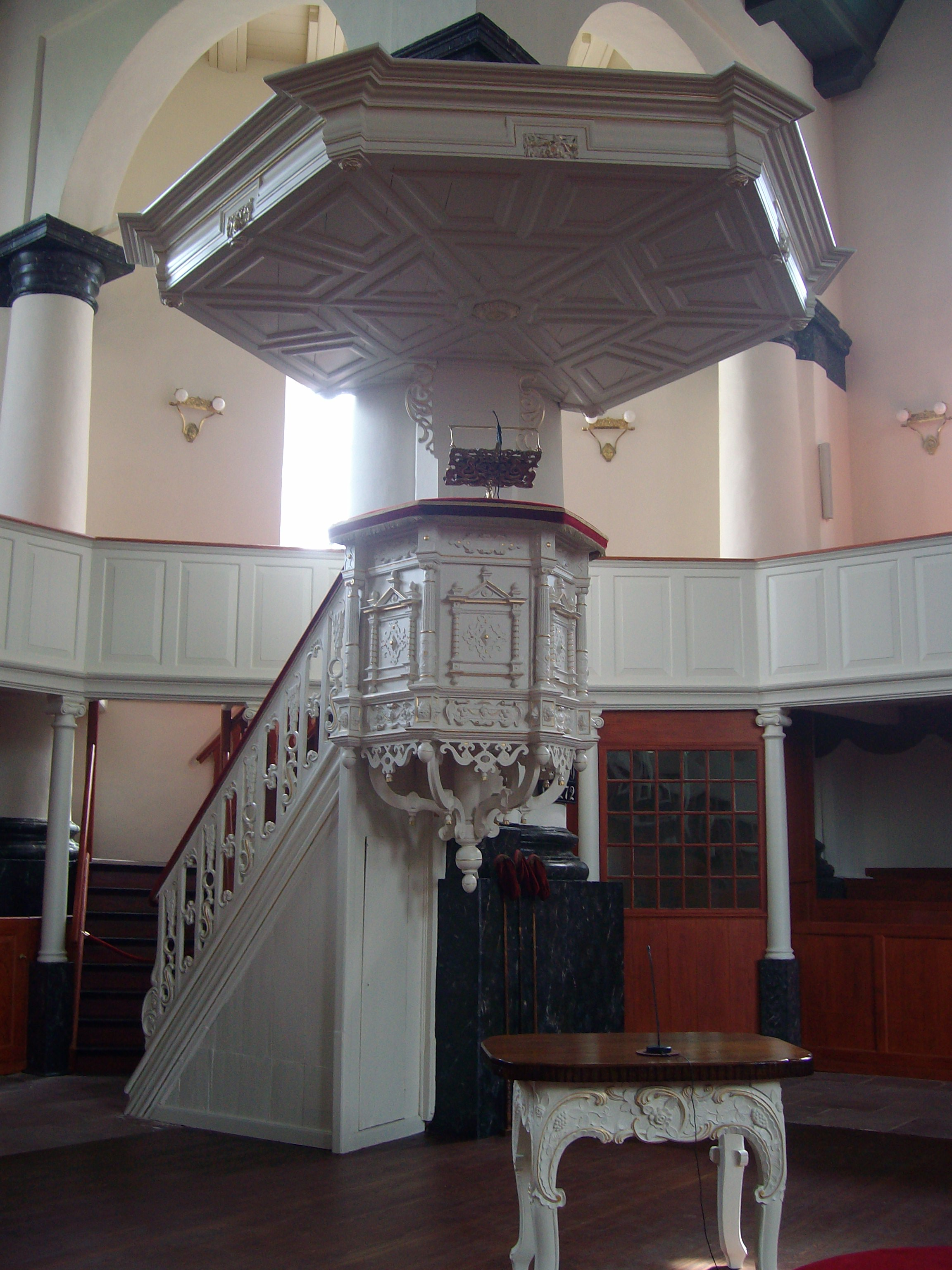
Kansel
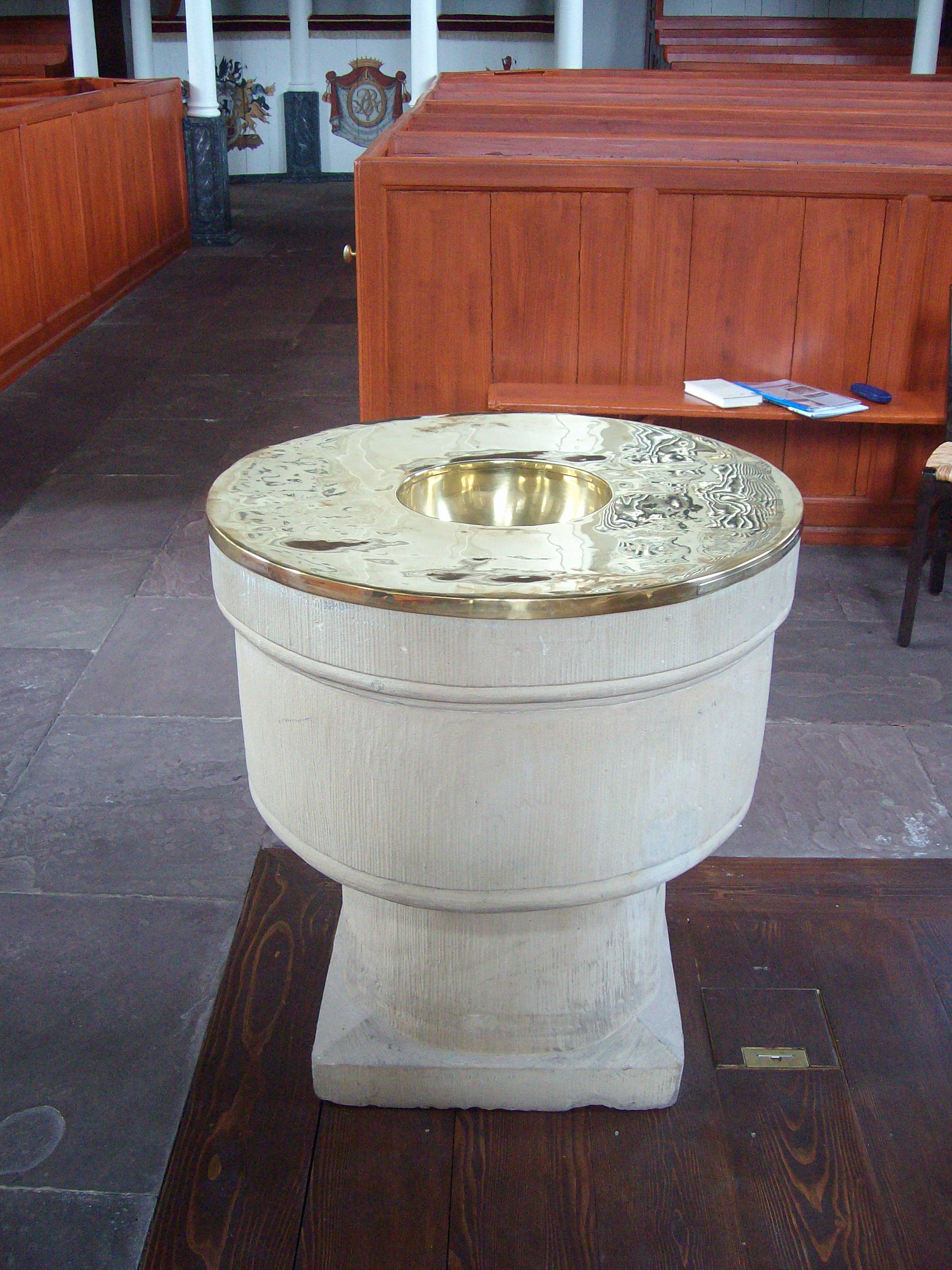
Doopvont
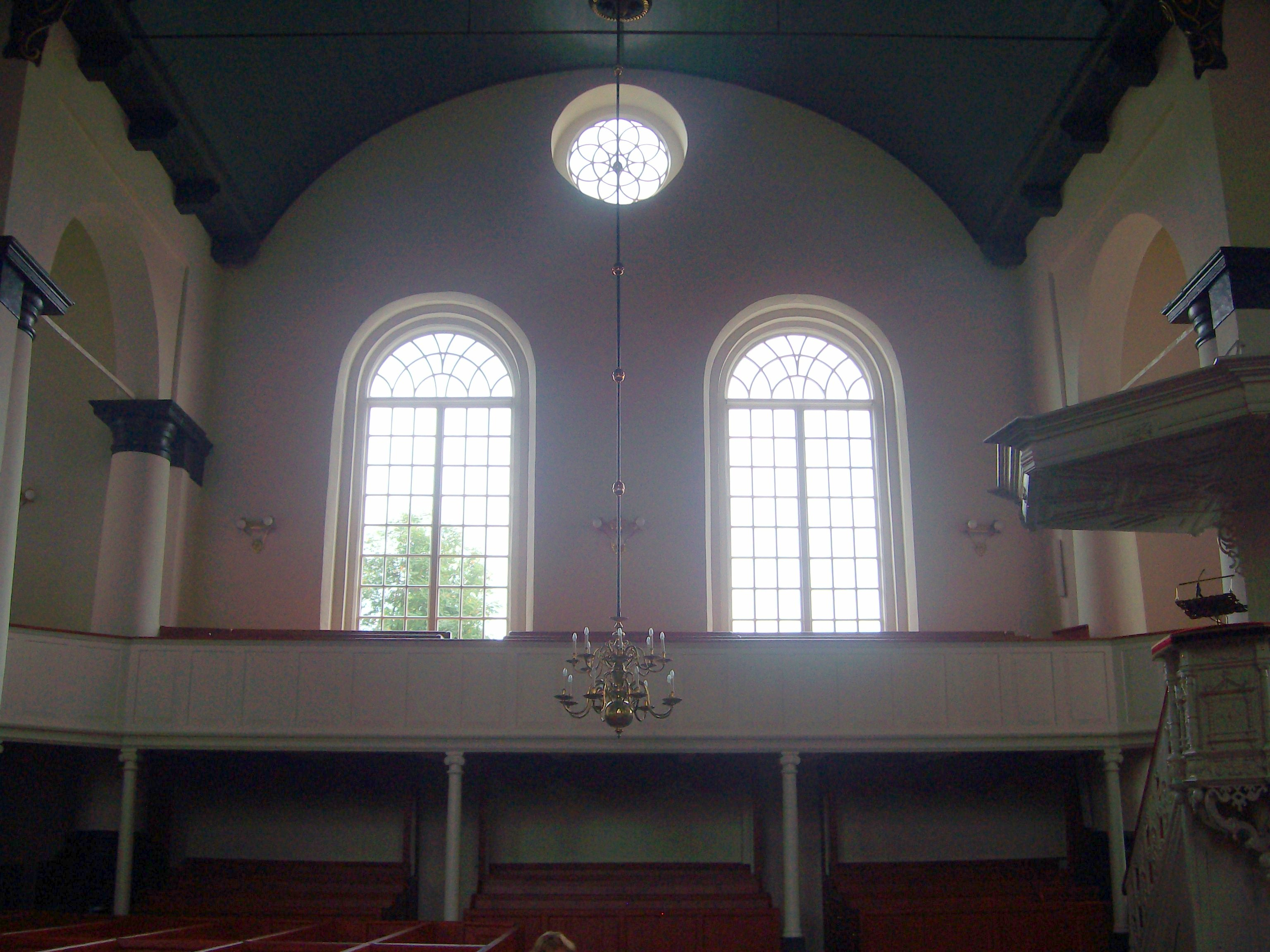
Galerij
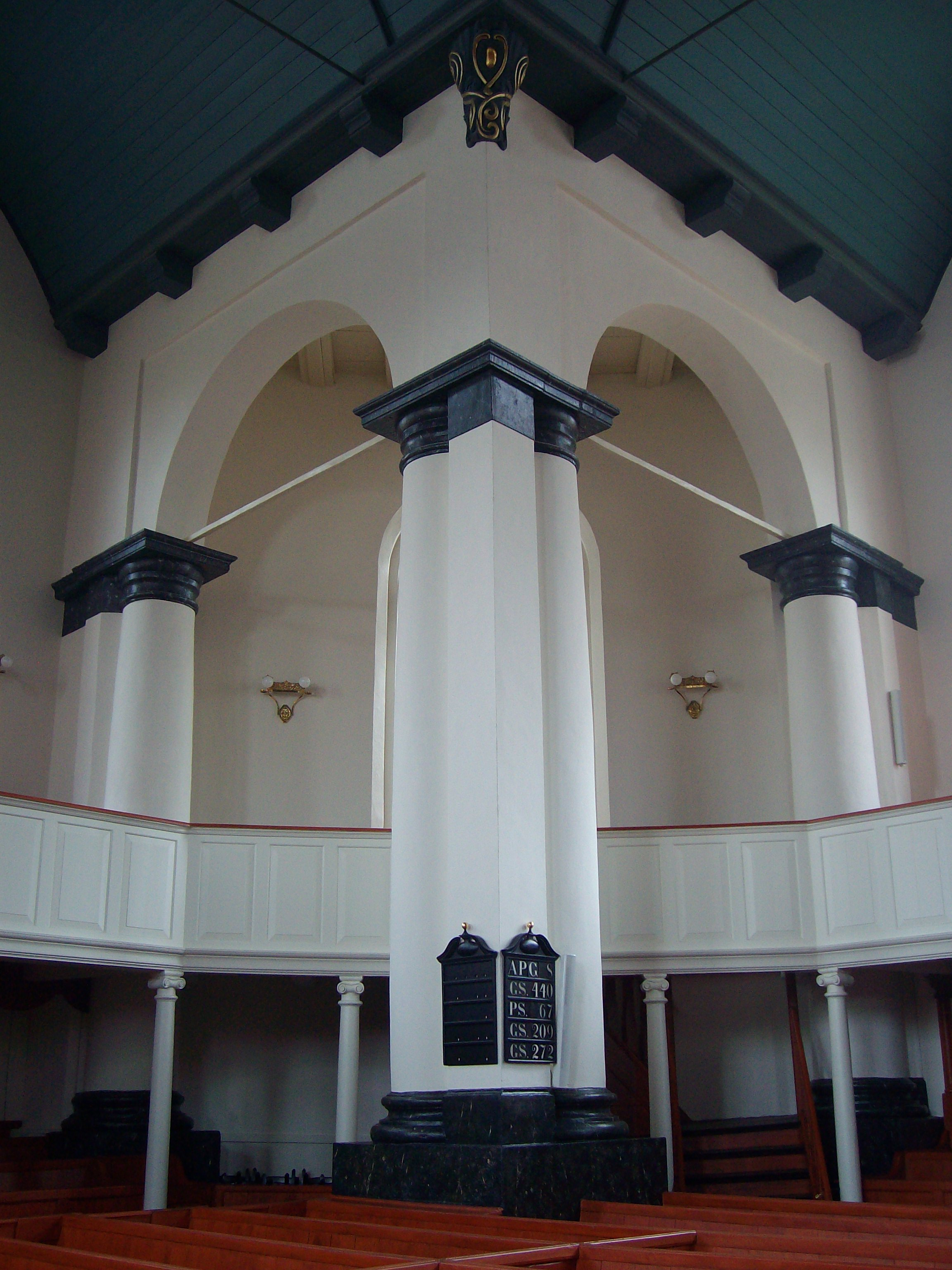
Doorbraak tussen galerijen